# Икарус Сиви соко
Икарус "Сиви соко"  (или Икарус-Микл Л-1) је југословенски једномоторни, двоседи, лаки двокрилни авион, који се користио као авион за тренажу, почетну обуку пилота и панорамске летове (туристички авиона), између два светска рата.

## Пројектовање и развој
Авион "Сиви соко" је произвела 1928. године југословенска фирма за производњу авиона Икарус - погон у Новом Саду. Пројектант авиона је био инж. Јосип Микл тада технички директор и главни конструктор Икаруса и ово му је био први пројект копненог авиона с обзиром да је био стручњак и годинама се бавио пројектовањем хидроавиона. По пројектанту авион се популарно звао и Икарус-Микл Л-1.

## Технички опис
Авион је био опремљен ваздухом хлађеним деветоцилиндричним радијалним мотором Salmson AD 9 снаге 40 - 45 KS, на кога је била причвршћена двокрака дрвена елиса фиксног корака. Носећа конструкција трупа авиона је била мешовита од дрвета челика и дуралуминијума. Реп је потпуно метални. У трупу су се налазиле две кабине у тандем распореду (једна иза друге). Авион "Сиви соко" је био двокрилац али не класичан. Крила су му била правоугаоног облика са полукружним крајевима, горње крило је имало већи размах од доњег и било је померено ка кљуну авиона. Горње крило је било изведено као код авиона висококрилца (парасол), издигнуто на балдахин и подупрто упорницама V облика чији су се спојени крајеви ослањали на труп авиона а раздвојени су подупирали рамењаче крила. Конструкција крила је комбинација дрвета и дуралуминијума а облога је од платна. Резервоар од 47 литара у облику крила је од дуралуминијума, смештен на средини балдахина на споју крила тако да са две половине крила чини целину. Доње крило је било самоносеће, дебњег профила од горњег крила, дрвене конструкције са две рамењаче а обложено дрвеном лепенком. Горње и доње крило код овог авиона нису била спојена никаквим упорницама нити затезачима и представљале су независне конструктивне целине и у томе је била специфичност овог авиона.
Стајни трап је био класичан фиксан са независним гуменим точковима, без осовине са размаком између точкова од 1,6m. Точкови су били везани за челичне троугласте виљушке које су својим крацима биле везане за средину трупа авиона а вертикални носачи су једним својим крајем били везани са спојем виљушке и рукавца точка а другим крајем за носећу конструкцију трупа. У вертикалним носачима стајног трапа били су уграђени еластични амортизери са гуменим прстенима који раде на компресијоном приципу. На крају репа авиона налазила се еластична дрљача као трећа ослона тачка авиона. За полетање овом авиону је била потребна полетна стаза од 60m а за слетање 50m.

## Земље које су користиле авион Икарус "Сиви Соко"
- Краљевина Југославија

## Оперативно коришћење
Авион Икарус "Сиви соко" је пројектован и прототип направљен 1928. године. Извесно време је био у власништву Фабрике аеро и хидроплана Икарус А. Д. из Новог Сада која га је користила за испитивања, презентације и рекламу. У лето 1929. године авион је добио регистарску ознаку UN-KPS. Овај авион је са једним словеначким пилотом послат на међународно такмичење туристичких авиона (Challenge Internationale de Tourisme), које се одвијало од 4. августа 1929. године и Паризу. "Сиви соко" је био једини авион из Југославије и убачен је у енглеску екипу са ознаком H8. Нажалост, авион је био елиминисан на техничким пробама због велике потрошње горива.
Авион "Сиви соко" је крштен именом "Наша нада" у Новом Саду 13. априла 1930. године. Кума му је била госпођица Дунђерски ћерка др. Гедеона Дунђерског сувласника Икаруса који је овај авион поклонио Удружењу резервних авијатичара (УРА). Априла месеца 1930. године прелази у власништво Удружења резервних авијатичара из Београда, где је служио за тренажу резервних пилота овог удружења. Након припајања УРА Краљевском Аеро Клубу, "Сиви соко" прелази у власништво Средишње управе Аеро Клуба из Београда која га фебруара месеца 1932. године отписује и брише из регистра цивилних авиона.